# Kimberly Alkemade
Kimberly Alkemade (geboren 29 maart 1990) is een Nederlandse Paralympisch, voormalig atleet. Ze vertegenwoordigde Nederland op het Wereldkampioenschap Paraatletiek 2019 in Dubai en won een zilveren medaille bij het 200 meter lange T64-evenement voor dames en een bronzen medaille bij het 100 meter lange T64-evenement voor vrouwen. Door haar twee medailles kwalificeerde ze zich om Nederland te vertegenwoordigen voor de Paralympics 2020 in Tokio. Sinds 9 juni 2024 is Alkemade wereldrecord houdster op de 100 meter klasse T64. Op 3 september 2024 werd Alkemade paralympisch kampioen op de 200 meter klasse T64 tijdens de Paralympics 2024 in Parijs.

## Ongeluk
Kimberly Alkemade verloor haar linker onderbeen bij een busongeluk in 1998 in de buurt van Montelimar Frankrijk.

### Handicapklasse
Vanaf het begin van haar carrière komt Kimberly Alkemade uit in de klasse T64. De klasse T64 is voor mensen met een enkele amputatie onder de knie.

## Atletiekcarrière
In 2017 werd Kimberly Alkemade tijdens de Paralympisch Talentendag gescout door Bondcoach Arno Mul voor Atletiek en in november 2018 trad ze toe tot de Nederlandse selectie. Haar eerste grote toernooi was het Wereldkampioenschap Paraatletiek van 2019 in Dubai.
Tijdens dit toernooi verzilverde ze direct haar belofte tijdens de 200 meter sprint (9 november 2019) in de gecombineerde T44/T64 klasse in een tijd van 26,98 met -1,9 wind. Later in het toernooi (12 november 2019) wist ze een bronzen medaille te behalen op de 100 meter sprint in de gecombineerde klasse T44/T62/T64 in een tijd van 13,04. Eerste die dag liep ze in de series haar personal best in een tijd van 12,90.
In 2024 tijdens de Harry Schulting Games in Vught verbrak Kimberly Alkemade het 200 meter wereldrecord uit 2018 van Marlène van Gansewinkel in een tijd van 26,02. 
Tijdens de Grand Prix in Nottwil Zwitserland verbrak Kimberly het 100 meter wereldrecord uit 2019 van Marlène van Gansewinkel in een tijd van 12,46. Paralympic.org
In maart 2025 stopte ze zelf met topsport en wilde ze zich richten op een volgende generatie. Samen met haar man begon ze een stichting om jonge para-atleten te begeleiden. Ze hoopt atleten vanuit de breedtesport te begeleiden naar de Paralympische Spelen van Los Angeles in 2028.

### Persoonlijk records
| Onderdeel | Klasse | Prestatie | Datum      | Plaats    |
| --------- | ------ | --------- | ---------- | --------- |
| 60 meter  | T64    | 8,25      | 18-02-2024 | Apeldoorn |
| 100 meter | T64    | 12,46     | 07-06-2024 | Nottwil   |
| 200 meter | T64    | 25,29     | 14-06-2024 | Parijs    |

## Queen of Blades
Kimberly Alkemade is een van een handvol Paralympisch atleten die op wereldniveau medailles heeft gewonnen met blades van diverse fabrikanten. In haar geval, Ottobock, Xiborg and Ossür. Hiermee heeft ze de bijnaam "Queen of Blades" verdiend.
- Ottobock Sprinter - 🥈 200m & 🥉 100m World Para Athletics Championships Dubai 2019
- Xiborg V - 🥉 200m Paralympische Spelen Tokio 2021
- Ossür Cheetah Extreme - 🥈 200m World Para Athletics Championships Parijs 2023 & 🥇 200m & 🥈 100m Paralympische Spelen Parijs 2024

## Palmares

### 100 meter
- 2018:  1e ONK Para Atletiek Nijmegen
- 2019:  2e ONK Para Atletiek Nijmegen
- 2019:  3e WK Dubai
- 2020:  2e ONK Para Atletiek Tilburg
- 2021: 4e EK Bydgoszcz[12]
- 2021: 5e Paralympics Tokio
- 2022:  1e ONK Para Atletiek Eindhoven
- 2023:  1e ONK Para Atletiek Vught
- 2023: 5e WK Parijs
- 2024: Verbetering van Wereldrecord 100m T64 naar 12,46 tijdens Grand Prix in Nottwil, Zwitserland (09-06-2024)
- 2024:  Paralympische Spelen in Parijs - 12,70 s en Paralympisch Record 12,61s in Series

### 200 meter
- 2019:  1e ONK Para Atletiek Nijmegen
- 2019: 2e WK Dubai
- 2021: 2e EK Bydgoszcz
- 2021:  3e Paralympics Tokio
- 2022:  1e ONK Para Atletiek Eindhoven
- 2023:  2e WK Parijs
- 2024: Verbetering van Wereldrecord 200m T64 naar 26,02 tijdens Harry Schulting Games (09-05-2024)
- 2024: Verbetering van Wereldrecord 200m T64 naar 12,46 tijdens World Para Athletics Grand Prix Notwill (07-6-2024)
- 2024: Verbetering van Wereldrecord 200m T64 naar 25,29 tijdens World Para Athletics Grand Prix Parijs (14-6-2024)
- 2024:  1e Paralympics Parijs  en Paralympisch Record 25,42s in Series

## Bijzonderheden

### Late start
Alkemade is een late starter. Omdat zij tot haar 27e geen sportprothese bezat had ze een sportcarrière niet overwogen. Toen ze een afgeschreven sportprothese ontving van instrumentmaker Frank Jol met de opdracht "ga sporten" kwam sport in haar leven. Nog geen jaar later werd ze Nederlands Kampioen op de 100 meter ambulant tijdens het ONK Para Atletiek te Nijmegen.

### Materiaal
Kimberly Alkemade is een van de weinige atleten die haar medailles behaalde op met blades van 3 verschillende fabrikanten. Zo behaalde ze haar eerste twee mondiale medailles op de Ottobock Sprinter. Met behulp van de Xiborg V behaalde ze in 2021 de bronzen medaille op de 200 meter, de persoonlijke records op de 60 meter indoor en 200 meter werden ook gezet met dit materiaal. Alkemade loopt sinds het outdoorseizoen van 2023 met een Össur Cheetah Xtreme. Daarmee behaalde ze zilver op de 200 meter tijdens het WK Para Atletiek in Parijs ook verbeterde ze het T64 Wereldrecord voor de 100 meter tijdens de Grand Prix van Nottwil 2024 met een tijd van 12,46 en verbeterde ze het T64 wereldrecord op de 200 meter naar een tijd van 25,29 tijdens de Grand Prix van Parijs 2024.